# ブータンの郵便番号

ブータンの地方行政区分である20のゾンカク（県）を示した地図。

ブータンの郵便番号は5桁の数字である。
| 桁    | 割り当て内容                |
| ----- | --------------------------- |
| 1桁目 | 郵便地域・ ゾンデイ（地方） |
| 2桁目 | ゾンカク（県）              |
| 3桁目 | ドゥンカク （小地域）       |
| 下2桁 | 配達エリア                  |